# Giullare

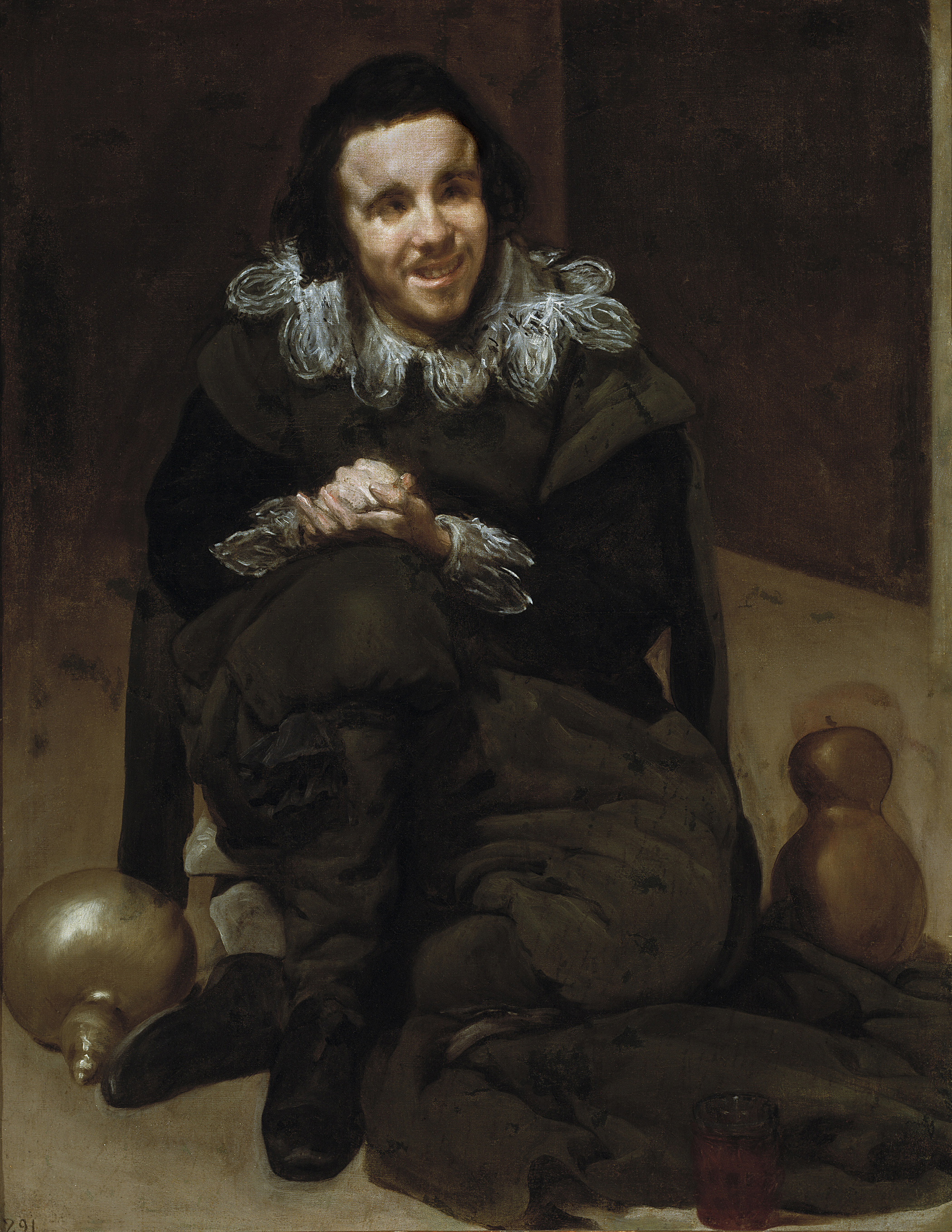
Diego Velázquez, Ritratto del buffone Juan Calabazas, 1636-1637, olio su tela, 106 × 83 cm, Museo del Prado, Madrid

Un giullare (dal provenzale occitano joglar a sua volta derivante dal lemma latino iocularis) era un artista che, dall'antichità fino all'avvento dell'età moderna, si guadagnava da vivere esibendosi davanti ad un pubblico: attori, mimi, musicisti, ciarlatani, addestratori di animali, ballerini, acrobati.
I giullari erano anche persone che dovevano essere in grado di far divertire la corte e soprattutto il re: nell'antichità erano perlopiù giovani schiavi. Nel Duecento e nel Trecento, i giullari, uomini di media cultura (molto spesso chierici vaganti per le corti o per le piazze) che vivevano alla giornata facendo i cantastorie, i buffoni e i giocolieri, divennero il maggior elemento di unione tra la letteratura colta e quella popolare.
In lingua inglese un giullare viene detto jester, joker oppure fool (termine che identifica soprattutto un buffone di corte).
I giullari erano guardati con sospetto dalla Chiesa cattolica che ne condannava il modello di vita e i canti.
Considerati i primi veri professionisti delle lettere (in quanto vivevano della loro arte), i giullari ebbero una funzione molto importante nella diffusione di notizie, idee, forme di spettacolo e di intrattenimento vario.
Essi svolgevano la loro attività in diversi modi e si servivano delle tecniche più disparate, dalla parola alla mimica, fino alla musica. Utilizzavano diverse forme metriche come l'ottava, lo strambotto e le ballate, e si applicavano in generi letterari e temi diversi. Tra i più ricorrenti vi era il contrasto, l'alba (cioè l'addio degli amanti al sorgere del sole), la serenata alla donna amata, il lamento della malmaritata.
(Edmond Faral, Les jongleurs en France au Moyen âge [I giullari in Francia nel Medio Evo])

## La letteratura giullaresca
È quella dei giullari, una letteratura quasi sempre anonima, sia sul piano anagrafico (non si conoscono gli autori di molti componimenti), sia sul piano culturale. Manca infatti un rilievo stilistico distintivo, le forme utilizzate sono convenzionali e ripetitive perché l'autore si basava soprattutto sull'invenzione, sulla battuta ad effetto, sulla brillante e improvvisa trovata.
I documenti più antichi dell'arte dei giullari sono abbastanza rari: il più antico è la cantilena toscana Salv'a lo vescovo senato, che fu composta poco dopo la metà del XII secolo in lasse monorime composte da ottonari, nella quale un giullare, con enfatiche parole, esalta Villano, arcivescovo di Pisa, per ottenere in cambio il dono di un cavallo.
Il Lamento della sposa padovana è un frammento del secolo XII proveniente da un poemetto di genere cortigiano, probabilmente imitato dal francese, che canta l'amore di una donna per il marito che combatte lontano, in Terrasanta.
Spicca la personalità di Ruggieri Apugliese (o "Apulliese"), giullare di Siena vissuto nella prima metà del Duecento, che scrive una tenzone di argomento politico costruita sullo schema di quelle dei trovatori, una canzone che imita i virtuosismi stilistici dei provenzali, un Vanto che è una specie di frottola (particolare forma metrica) nella quale viene esaltata la sua poliedrica bravura in tutti i mestieri e una strana parodia della Passione. Scrive anche Il sermone, parodia dei predicatori del tempo.
Altro importante giullare fu Matazone da Calignano nel suo Detto dei villani contrappose contadini e cavalieri.
Ma il più interessante documento di questa letteratura  è il contrasto, metro di origine popolare, intitolato Rosa fresca aulentissima scritto in lingua siciliana nella prima metà del XIII secolo da Cielo d'Alcamo, della Scuola poetica siciliana, il quale è un vero esempio di mimo giullaresco.

## Giullari, trovatori e banchetti

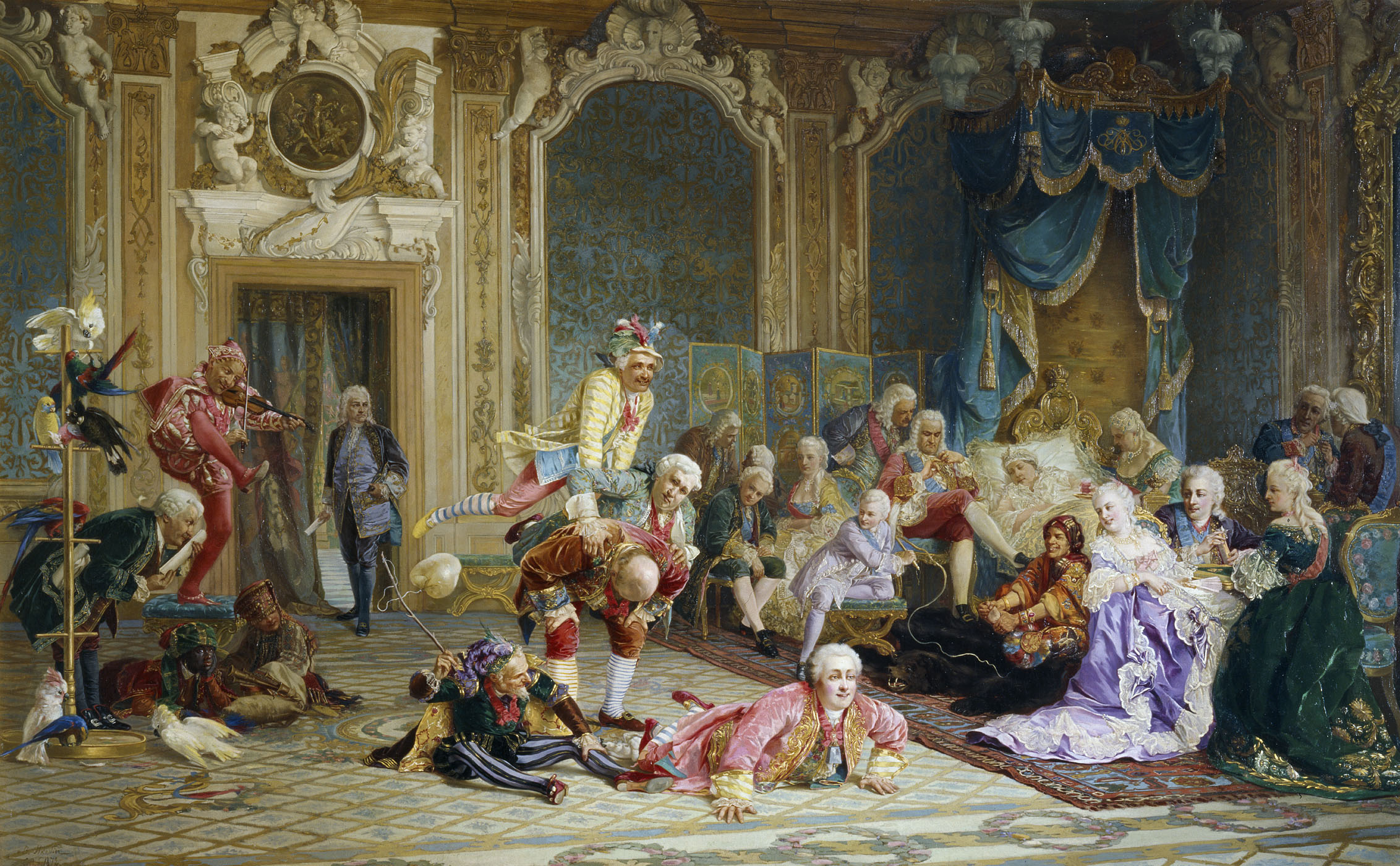
Giullari a corte

Il rapporto dei giullari con i trovatori consiste spesso in rapporto di collaborazione nella realizzazione di spettacoli di intrattenimento presso corti e banchetti. Il trovatore, che è spesso un nobile fuggiasco delle terre francesi del sud, si guadagna l'appoggio delle corti e di nobili fornendo la sua prestazione artistica di poeta. Il giullare spesso accompagna questa attività e la completa eseguendo canzoni di cui i testi sono proprio i componimenti del trovatore.
A tal proposito bisogna distinguere almeno due categorie di giullari, in base alla loro funzione e alla location della loro performance. I giullari che agiscono presso le corti sono infatti artisti fissi, non più girovaghi come lo sono i loro colleghi che si esibiscono nelle piazze e nelle taverne. Questa differenza influenza anche il tipo di spettacolo che il giullare era solito eseguire, adattandolo ai contesti e al pubblico. Inoltre si era soliti già nel medioevo fare una distinzione tra i giullari in base ai tipi di spettacoli che essi eseguivano, condannando quelli adusi alla nudità, al contorsionismo (considerato una forma di violazione delle leggi di Dio), alla volgarità e lodando invece quelli che, in funzioni di cantastorie, diffondevano le storie di santi e di virtù cristiana.

## I costumi dei giullari e delle rappresentazioni medievali

### L'abito nel medioevo

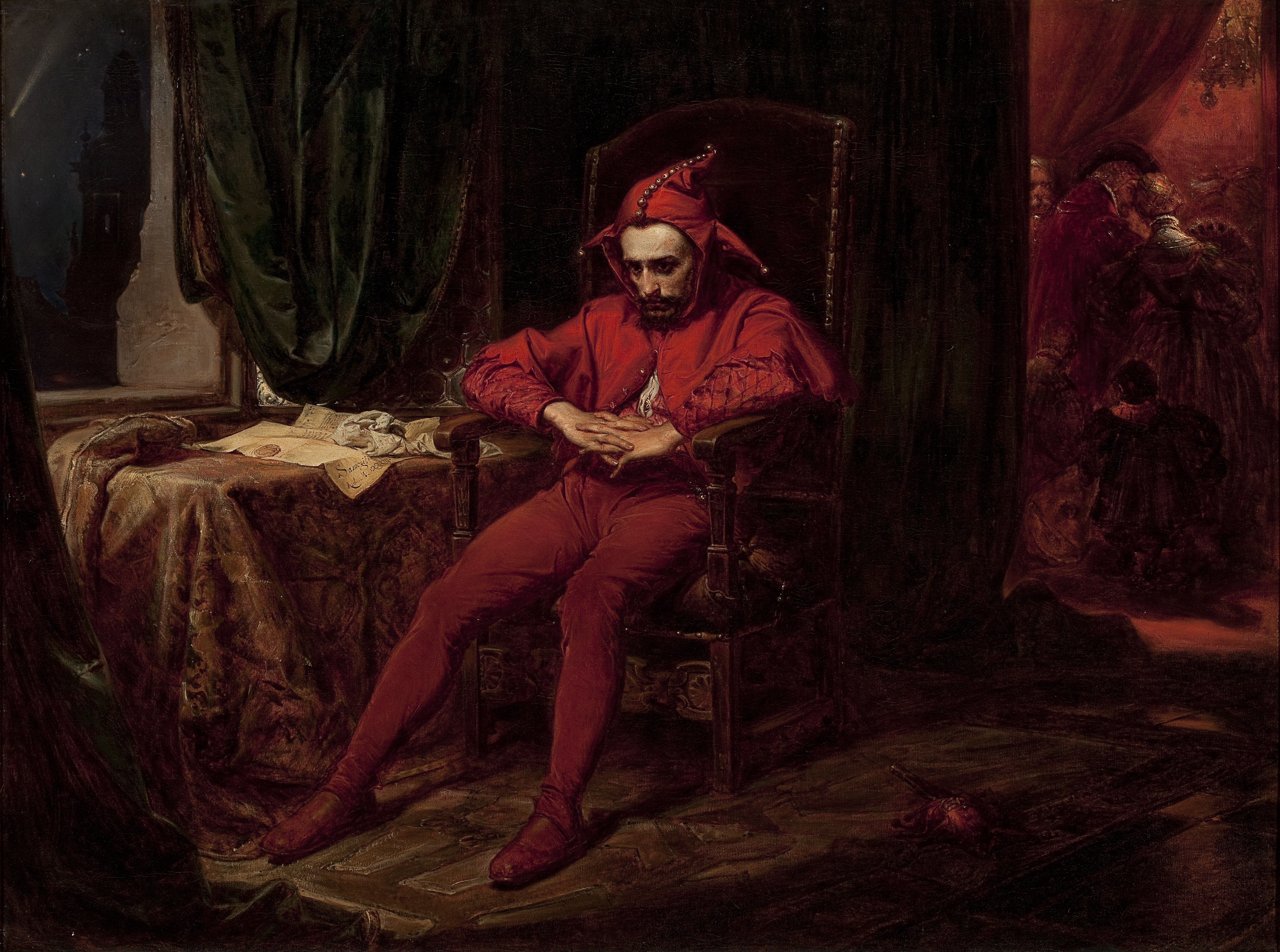
Stańczyk di Jan Matejko: il giullare è raffigurato come l'unica persona a un ballo reale che è turbata dalla notizia dell'assedio di Smolensk (1514)

Prima di descrivere nel dettaglio l'abito del giullare è importante tenere in conto quale sia il contesto culturale in cui ci si muove, in particolare verso l'abbigliamento e il modo di presentare se stessi in pubblico.
La possibilità di vestirsi come più fosse gradito non era contemplata nel Medioevo, dove spesso si trovano disposizioni ufficiali, non semplicemente emendate al controllo sociale della comunità, su come sia ammesso e accettabile vestirsi in pubblico.

In particolare sono interessanti le disposizioni relative alle prostitute, dalle quali tenevano a distinguersi le donne di buona famiglia, in quanto a loro era spesso proibito di indossare veli sul capo e talvolta erano obbligate ad indossare colori specifici, come il giallo.

La distinzione sociale avveniva per grande parte proprio attraverso la differenza nell'abbigliamento. In questo contesto di così alta disciplina del vestiario era automatico che nei momenti più importanti della spettacolarità secolare, pagana, popolare, la prima nota di cambiamento fosse proprio nei costumi che rappresentavano in primis il sovvertimento delle usanze accettate e imposte dalle autorità.

### Il costume medievale
Il bestiario, come catalogo dell'immaginario mostruoso, interviene nel suggerire spunti e forme per rappresentare mostri e diavoli. Ma i diavoli intervengono anche nelle rappresentazioni sacre, le cosiddette laudi drammatiche, in cui la chiesa organizzava spettacoli riguardanti motivi religiosi che spesso si univano a elementi della mitologia e delle tradizioni pagane e popolari.
Accanto ai costumi usati dai chierici che spesso consistevano in una dalmatica per i personaggi più importanti, queste lunghe tuniche dalle ampie maniche di lino o seta. Così Dio poteva vestire da papa, gli angeli con una dalmatica e il popolo con tuniche semplici. La laude drammatica e le sacre rappresentazioni non avevano grande interesse al realismo né alla veridicità storica dei costumi: nelle Laudi era quindi comune l'utilizzo di abiti contemporanei ma anche di costumi da diavoli e mostri, per aumentare l'effetto spettacolare; gli attori che impersonavano queste figure negative godevano di più ampia licenza nel linguaggio come nelle movenze, rispetto al comune senso del pudore, perché più appropriato alla parte incarnata.

### L'abito del giullare

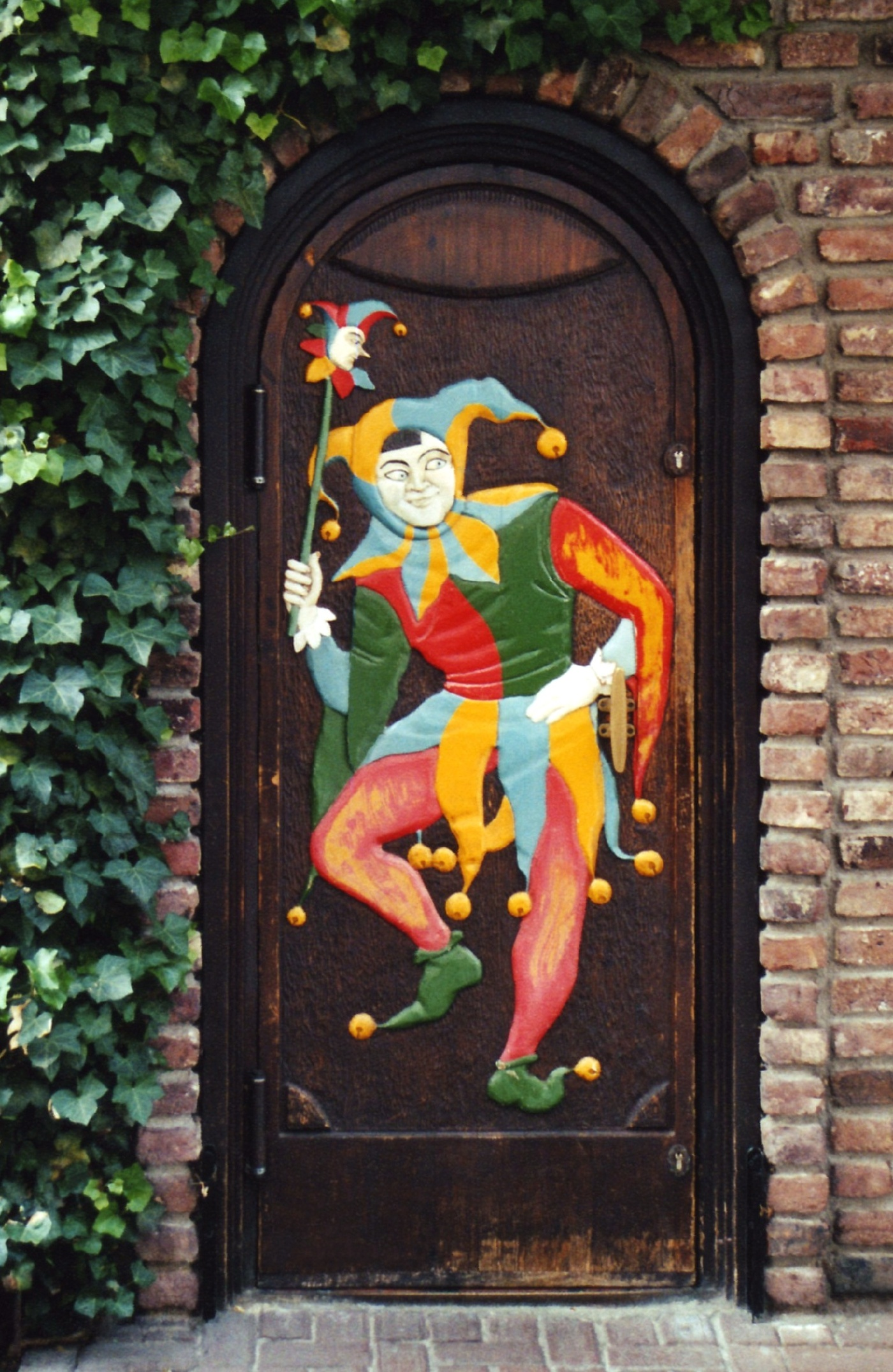
Rappresentazione tipica di un giullare con abito colorato, dipinto su una porta in Brüggen

Questa licenziosità in particolare rappresenta un'evidente contaminazione dei modi pagani di fare spettacolo con le ritualità della chiesa e evidenziano quanto la funzione del giullare, nonostante spesso vista come l'espressività di un reietto, fosse però comune e diffusa. Il giullare infatti faceva la parte del soggetto controcorrente, la sua parola era quella del pazzo, dell'anormale: un rovesciamento del senso comune.

L'abito del giullare doveva perciò essere multiforme e colorato, tale da essere ben riconosciuto dalla folla: diveniva una sorta di veste ghettizzante, al pari di quella indossata dalle prostitute, oppure dai lebbrosi. Proprio come queste altre figure marginali, il giullare deve essere preannunciato anche acusticamente: ecco quindi la comparsa di campanacci e strumenti a fiato, che da una parte egli usa per attirare il pubblico delle piazze alle sue manifestazioni, ma d'altra parte lo connotano già da lontano come estraneo, riconoscibile ed anche evitabile dai buoni cristiani.
Il vestito tipico del giullare, con le sue strisce verticali viene interpretato come un simbolo diabolico, manifestazione di disordine, in opposizione alla monocromia degli abiti dei cittadini per bene. La policromia dell'abito e l'utilizzo delle bande verticali alternate, tipiche del vestito del giullare, sono spesso considerate un simbolo diabolico, una esternazione della follia e della anormalità di questo strano personaggio che impersona quindi una delle tante forme del "folle" nella cultura europea.
Il costume quindi rappresenta il primo carattere distintivo di questo artista, intrattenitore, folle e divertente. L'abito colorato di due soli colori, diviso nel senso dell'altezza, campanelli appesi al cappello e oggetti strani alla cinta, l'utilizzo di strumenti musicali ne fanno un personaggio stravagante al punto da poter essere giustificato solo in periodi speciali come le feste e comunque tollerato solo a patto di considerarlo un folle e buffone, che fa qualcosa per mangiare. Lo stesso abito a strisce e multicolore è indizio della sua diabolicità, sintomo della volontà di provocare, troppo appariscente e inusuale per non destare scalpore, ma addirittura spesso accompagnato da manifestazioni della nudità, sintomo di follia ad oggi ancora riconosciuto come tale. Il costume del giullare, nella sua stravagante semplicità, è il sintomo di una necessità intrinseca in ogni società civile di possedere e tenersi strette delle alternative, delle diversità rispetto alle quali posizionarsi a livello sociale e personale, dalle quali distinguersi e tuttavia delle quali bearsi. La cultura della chiesa in questo trovava quindi un grande nemico, che diffuso, disorganizzato, puntuale e senza progetto, si limita a girovagare di piazza in piazza, di luogo in luogo, palazzo e signoria per tirare avanti, la maggior parte delle volte, e in alcuni casi per portare avanti un percorso personale artistico, da soli o al seguito di un Trovatore, di cui spesso musicavano i componimenti poetici.

## La condanna dei giullari

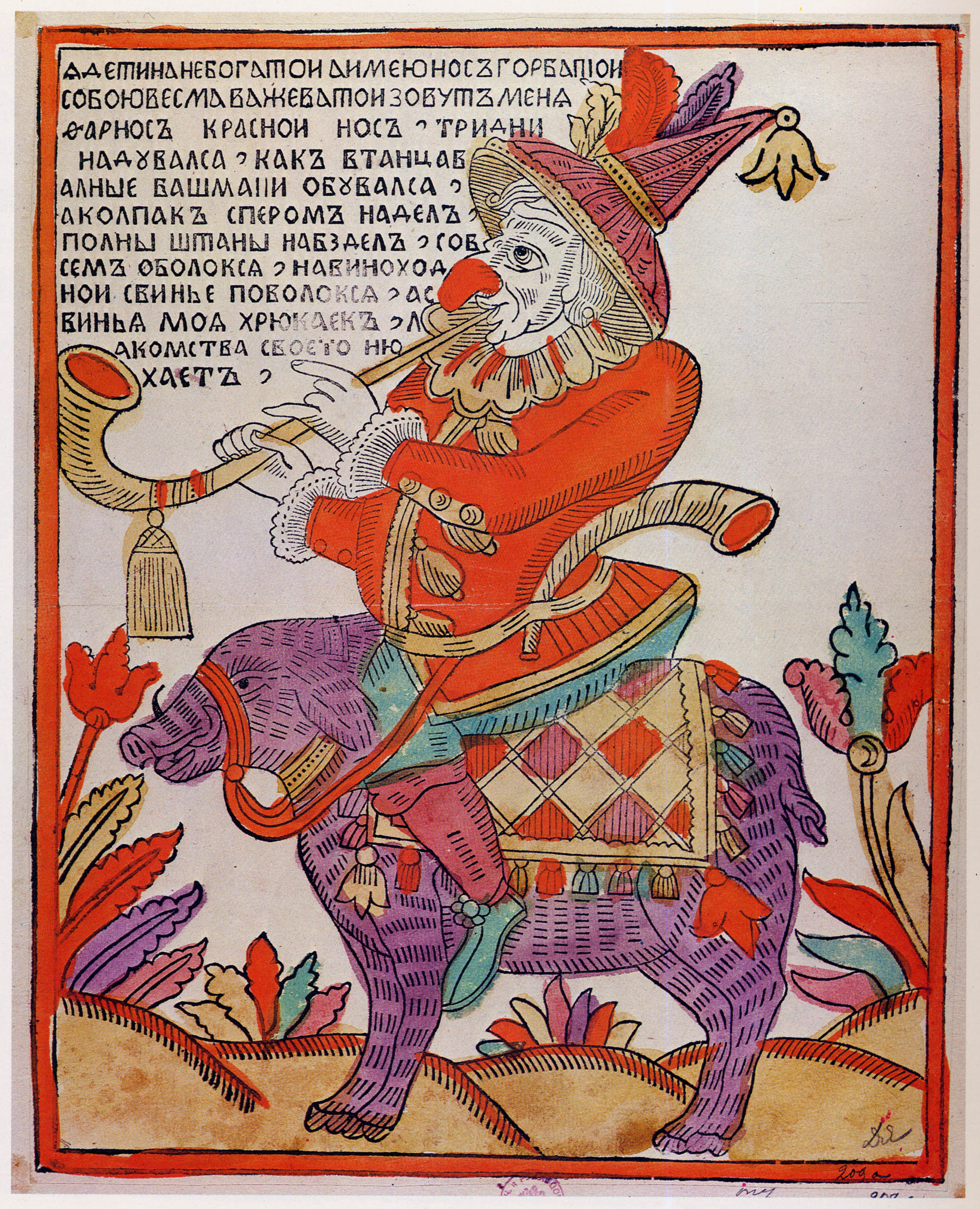
Una rappresentazione del XVIII secolo di un giullare russo

Si spiega in sostanza la condanna della Chiesa di Roma verso il teatro e le forme di rappresentazioni non sacre, con la nascita delle prime forme discriminatorie che colpiscono i giullari, impedendone, di fatto, l'integrazione in un ambiente urbano e relegandoli perciò ai margini della vita sociale.
La diversità del giullare/attore si manifesta anche nella connotazione pubblica, quale elemento multiforme, poco affidabile, capace di creare spettacoli in cui le leggi sacre vengono sovvertite, e quindi pericoloso per la morale cristiana. Il giullare infatti incarna quella verità del folle che Michel Foucault rileva nella concezione dell'ordine del discorso tipica del periodo medievale e rinascimentale, in cui il folle ha il diritto di parlare e il potere di diffondere verità occulte, da divinare e interpretare. Ecco che diventa chiaro il motivo per cui tale tipo di spettacolo fosse inviso alla Chiesa, che poteva certo vedere in esso un canale di sfogo del pensiero, non controllato dalle finalità e regole della gerarchia e potere ecclesiastiche. Le dame, a volte attratte da questo affabile incantatore, concedevano le loro grazie come compenso per la performance, in modo da prolungare l'atto della creativita sotto le lenzuola di velluto.

## Il moderno giullare

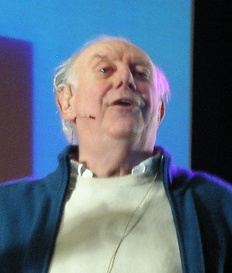
Dario Fo

Nell'età moderna la figura del giullare - nell'accezione particolare di attore affabulatore - è stata resa celebre da Dario Fo che proprio nella "maschera" del giullare si è identificato quando nel 1968 ha rotto con il circuito istituzionale dell'Ente Teatrale Italiano ed ha iniziato ad esibirsi nelle Case del Popolo gestite dall'ARCI. È altresì evidente che quella di Fo è un'operazione di recupero storico non condotta secondo canoni filologici: come osserva Tito Saffioti, Fo attribuisce ai giullari una coscienza politica consapevolmente oppositiva al potere che forse i giullari medievali non ebbero mai. Oltre ai giullari di strada che si esibivano davanti ad un pubblico popolare (si ricordino Ruggieri Apugliese, che forse proveniva però da un ambiente colto e Matazzone da Caligano), esistevano infatti anche "buffoni di corte" e "canterini comunali" i cui spettacoli erano destinati ad un pubblico ricco e colto (si ricordi Andrea da Barberino). Negli ultimi anni è nata una nuova forma di giullarata applicata al teatro civile portata avanti da Giulio Cavalli, utilizzando tecniche antiche per affrontare temi estremamente moderni come il G8 di Genova del 2001 o il disastro aereo di Linate.
Un esempio di "giullare moderno" è la figura contemporanea del comico satirico, molto diffusa anche in Italia.